# Strieleckoje (obwód kurski)
Strieleckoje (ros. Стрелецкое) – wieś (sieło) w Rosji, w obwodzie kurskim, w rejonie obojańskim. W 2010 liczyła 959 mieszkańców.